# Premio Mexicanos Distinguidos
El Premio Mexicanos Distinguidos o Reconocimiento Mexicanos Distinguidos es un premio anual que el gobierno mexicano otorga a los ciudadanos originarios de ese país, o quienes hayan adquirido la nacionalidad, que residan en el extranjero (por lo menos los últimos cinco años, de manera ininterrumpida), que cuenten con una trayectoria sobresaliente en cualquier ámbito del quehacer humano, diferente al ámbito comunitario, y que pongan en alto el nombre de México.

## Generalidades
El premio Mexicanos Distinguidos es administrado por la Secretaría de Relaciones Exteriores de México, se otorga una vez por año y consiste en una medalla de plata y un diploma que el Instituto de los Mexicanos en el Exterior (IME) de la Secretaría de Relaciones Exteriores entrega través de las embajadas y consulados alrededor del mundo a personas de nacionalidad mexicana, quienes hayan residido por lo menos los últimos 5 años de manera ininterrumpida en el extranjero y que hayan demostrado tener una trayectoria sobresaliente en cualquier ámbito del quehacer profesional o personal en actividades científicas, académicas, tecnológicas, empresariales, creativas o de innovación o responsabilidad social, entre otras. El premio reconoce a personas que se han distinguido por su liderazgo, que han tenido una trayectoria profesional sobresaliente y que son ampliamente reconocidos por sus pares en su ámbito de desempeño. Además de probar que sus actividades han contribuido a poner en alto el nombre de México.

## Receptores notables
- Xochitl Domínguez Benetton (en inglés) (2022)[3]
- Ivonne Chirino-Klevans (2022)[4]
- Bora Milutinovic (2022)[2]
- Ruth Contreras Espinosa (2020)[5]
- Isaac Hernández (2018)[6]
- Enrique Diemecke (2018)[6]
- Lydia González Aguilar (2018)[6]
- Enrique Norten (2018)[6]
- Paulina Derbez (2018)[6]
- David Oliva Uribe (2018)[7]

- Alpha A. Martinez-Suarez (2022)[6]